# Fossa Piccola di Caldaro
La fossa piccola di Caldaro (Kleiner Kalterer Graben in tedesco) è un corso d'acqua artificiale che scorre in provincia di Bolzano. È stata costruita nel 1774.
Nasce dal lago di Caldaro e da lì scorre verso sud, fungendo da fossa di drenaggio per il fondovalle e da fonte per l'irrigazione dei frutteti. Suoi affluenti sono canali minori. Dopo un percorso di 15 km, si getta, poco a sud di Cortina sulla Strada del Vino, nella fossa Grande di Caldaro, altro canale artificiale che nasce dallo stesso lago e che è stato realizzato nello stesso anno.

## Altri progetti

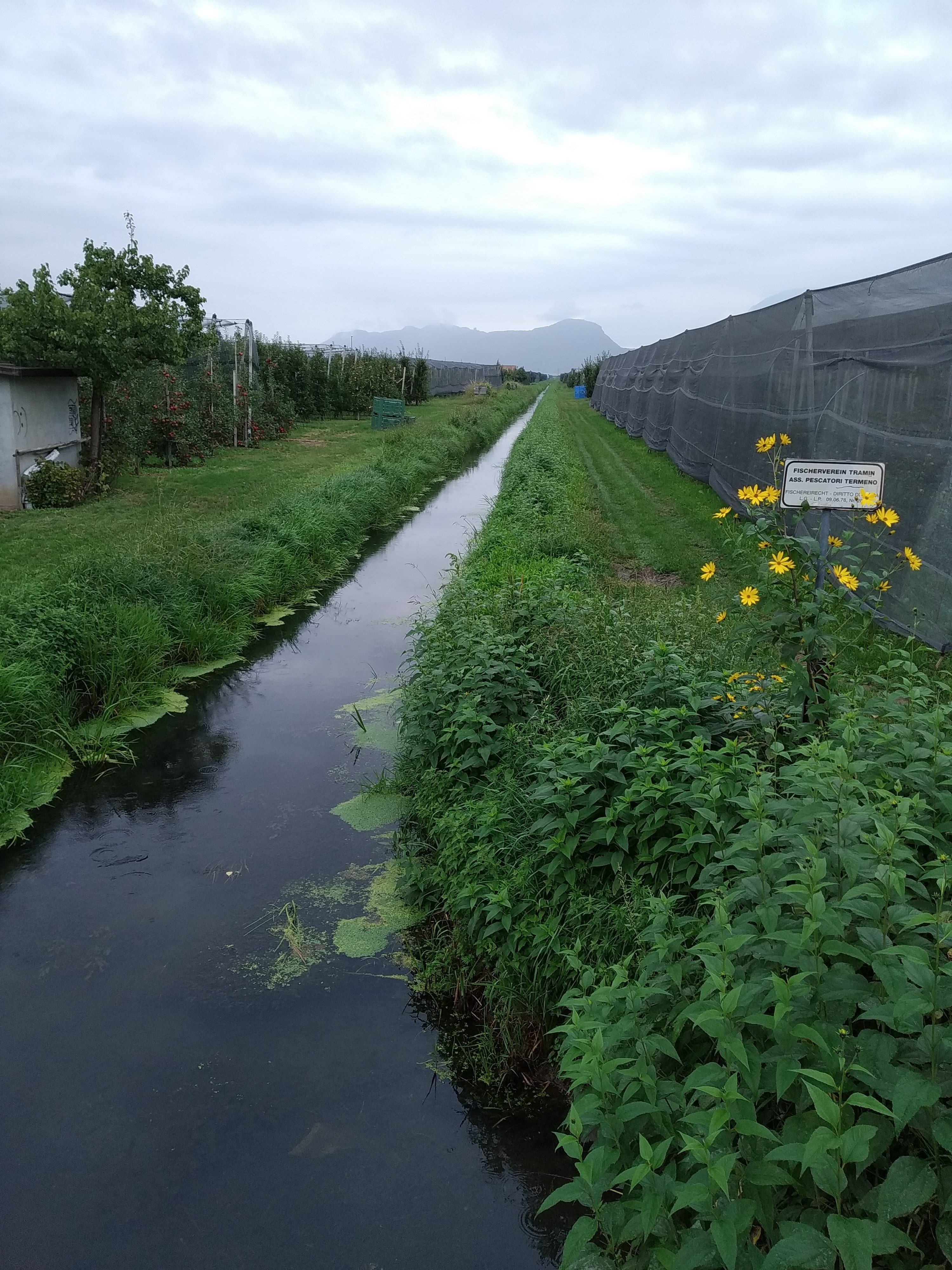
Il coso della fossa nei pressi di Cortaccia sulla strada del vino